# Cratere Geri
Geri è un cratere sulla superficie di Callisto.